# Isola di Sant'Ivan
L'isola di Sant'Ivan (in bulgaro остров св. Иван) è la più estesa isola bulgara nel Mar Nero, con un'area di 0,66 chilometri quadrati. È situata a 920 metri dalla costa, nello specifico dalla penisola di Stolets, dove sorge Sozopol, una città ricca di storia nonché importante meta turistica bulgara. Sant'Ivan è separata da uno stretto di qualche centinaio di metri dall'isola di San Pietro e, con i suoi 33 metri sopra al livello del mare, ospita anche il punto più elevato di tutte le isole bulgare.